# 10 (album The Stranglers)
10 – dziesiąty studyjny album zespołu The Stranglers, wydany w 1990 roku, nakładem wydawnictwa Epic Records. Na rynku ukazał się w 17 marca. Producentem płyty był Roy Thomas Baker. Album zajął 15. miejsce na brytyjskiej liście sprzedaży UK Albums Chart.

## Utwory
1. „Sweet Smell of Success” – 3:21
2. „Someone Like You” – 2:53
3. „96 Tears” – 3:12
4. „In This Place” – 3:36
5. „Let"s Celebrate” – 4:13
6. „Man of the Earth” – 3:21
7. „Too Many Teardrops” – 3:46
8. „Where I Live” – 3:31
9. „Out of My Mind” – 4:08
10. „Never to Look Back” – 4:18

bonusy 2001 CD
1. „Instead of This”
2. „Poisonality”
3. „Motorbike”
4. „Something”
5. „You”
6. „!Viva Vlad!”
7. „All Day and All of the Night”
8. „Always the Sun (Sunny-Side Up Mix)”

## Single z albumu
- „96 Tears” UK # 17[5]
- „Sweet Smell of Success” UK # 65[6]

## Muzycy
- Jean-Jacques Burnel – gitara basowa, śpiew
- Hugh Cornwell – śpiew, gitara
- Dave Greenfield – instrumenty klawiszowe, śpiew
- Jet Black – perkusja

oraz
- Alex Gifford – saksofon
- Chris Lawrence – puzon
- Sid Gould – trąbka